# Mingfloden
Mingfloden (明江河) eller Ming Jiang är en flod i Kina.   Det flyter genom provinsen Guangxi, i den södra delen av landet, 2 200 km söder om huvudstaden Peking.